# Under the Covers: Essential Red Hot Chili Peppers
Het op 31 maart 1998 uitgebrachte Under the Covers: Essential Red Hot Chili Peppers is een compilatie-cd van de Red Hot Chili Peppers. Alle nummers op het album zijn covers.

## Tracklist
1. They're Red Hot (origineel door Robert Johnson)
2. Fire (origineel door The Jimi Hendrix Experience)
3. Subterranean Homesick Blues (origineel door Bob Dylan)
4. Higher Ground (origineel door Stevie Wonder)
5. If You Want Me To Stay (origineel door Sly and the Family Stone)
6. Why Don't You Love Me (origineel door Hank Williams)
7. Tiny Dancer (Live) (origineel door Elton John)
8. Castles Made of Sand (Live) (origineel door The Jimi Hendrix Experience)
9. Dr. Funkenstein (Live) (origineel door Parliament)
10. Hollywood (Africa) (origineel door The Meters)
11. Search and Destroy (origineel door Iggy Pop & The Stooges)
12. Higher Ground (Daddy-O Mix)
13. Hollywood (Africa) (Extended Dance Mix)